# Les 17 Roses de Guillena
Les 17 Roses de Guillena (en espagnol : « Las 17 Rosas de Guillena ») sont des femmes républicaines de la ville andalouse de Guillena, près de Séville, âgées de 24 à 70 ans, humiliées et torturées, puis fusillées par les franquistes pendant la guerre d'Espagne en novembre 1937.

## Histoire et contexte
En septembre 1936, les troupes phalangistes entrent dans la ville de Guillena, dont les combattants républicains sont partis se battre sur le front de la guerre. Les miliciens arrêtent à leur arrivée 19 femmes républicaines, dites « femmes de rouges », car certaines sont des épouses ou des compagnes de militants communistes et de membres de la CNT. D'autres femmes sont emprisonnées pour être des militantes antifascistes et des femmes libres engagées pour leurs idées, sur dénonciation du curé du village selon certaines sources.

## Humiliations, tortures et fusillade
Les nationalistes veulent faire un exemple, encouragés par la haine des femmes de la part du général Gonzalo Queipo de Llano, responsable franquiste qui a pris la région de Séville.
Le 12 octobre 1937, les miliciens organisent une humiliation publique devant les habitants. Ils forcent les prisonnières à boire de l'huile de ricin, les tondent et les font défiler dans les rues de Guillena, puis les obligent à assister à la messe. Ils les poussent ensuite dans un camion jusqu'à la localité voisine de Gerena. Elles y restent détenues dans une grande violence et sont méthodiquement torturées. Leurs cris sont entendus par les habitants. Malgré les sévices, aucune ne révèle les lieux où sont allés combattre les soldats républicains du village.
Entre le 6 et le 8 novembre 1937, 17 de ces femmes sont fusillées par les phalangistes et la garde civile devant les murs du cimetière de Guillena. Leurs corps sont jetés dans une fosse commune tandis que les registres d'état-civil de la mairie sont modifiés avec la mention « disparue ».

## Les 17 Roses
- Eulogia Alanis García, dite « la Cunera » («la Nounou») ;
- Ana María Fernández Ventura, née en 1898, mère célibataire de deux enfants, originaire de Portugalete[12] ;
- Antonia Ferrer Moreno, originaire de Ronda[13] ;
- Granada Garzón de la Hera, dite « la Gitana » (« la Gitane »), 41 ans, dénoncée par le curé du village pour ne pas s'être mariée à l'église. Son mari et son fils de 19 ans sont également assassinés[14] ;
- Granada Hidalgo Garzón, 70 ans, veuve, arrêtée pour être une lectrice de la presse républicaine[15] ;
- Natividad León Hidalgo, 52 ans, mariée et mère de deux enfants ;
- Rosario León Hidalgo, 41 ans, mariée et mère de trois enfants ;
- Manuela Liánez González, 46 ans, mère de deux filles[16] ;
- Trinidad López Cabeza, 50 ans, adhérente du Parti communiste[17] ;
- Ramona Manchón Merino, 44 ans, épouse d'Antonio Palacios García, lui aussi assassiné. Mère de quatre enfants[18] ;
- Manuela Méndez Jiménez, 24 ans, enceinte de 7 mois[19] et mère de deux fils de trois et cinq ans ;
- Ramona Navarro Ibáñez, 24 ans, mariée et mère de deux filles ;
- Dolores Palacios García, 46 ans, mariée et mère de neuf enfants ;
- Josefa Peinado López, 55 ans, mariée et mère de deux enfants ;
- Tomasa Peinado López, 61 ans, mariée et mère de cinq enfants[20] ;
- Ramona Puntas Lorenzo, 52 ans, mère d'un enfant, son mari est également assassiné ;
- Manuela Sánchez Gandullo, 57 ans, épouse d'un membre de l'Union Républicaine, mère de trois enfants.

## Postérité
- Le processus de récupération historique actuellement en cours en Espagne a mis en lumière les cas d'humiliations et de fusillades de femmes pendant la guerre civile[21].
- En 2010, la fosse commune où les corps de ces femmes ont été ensevelis a été localisée et mise au jour, leurs restes présentant des traces de « violence extrême »[22].
- Le 15 décembre 2012, une cérémonie officielle de transfert de leurs dépouilles a lieu dans le cimetière de Guillena, présidée par le président du Parlement Manuel Gracia, dans un panthéon construit pour elles[23].

- En 2017, les 17 Roses reçoivent à titre posthume la médaille d'or de la Députation de Séville[24].
- Une place de Séville porte leur nom[25].